# The Marble Index
Albums de Nico
Chelsea Girl
(1967) Desertshore
(1970)
The Marble Index est le deuxième album de la chanteuse Nico, conçu avec John Cale et sorti en 1968.

## Titres
Toutes les chansons sont de Nico. Elles ont été enregistrées en l'espace de quatre jours dans un studio de Los Angeles.

## Réception critique
En 2024, le label indépendant Domino Records annonce la réédition de The Marble Index et de  Desertshore.  Selon Ed Jupp, cet album offre un fort contraste avec le précédent Chelsea Girl (sur lequel les musiques étaient composées par Bob Dylan, Jackson Browne et d'autres). Ce serait le chanteur Jim Morrison, ami de Nico, qui aurait encouragé celle-ci à écrire sa propre musique et à choisir son instrument – ce sera l'harmonium. Le critique Lester Bangs aurait décrit cet album comme "la plus importante œuvre d'avant-garde classique de la deuxième moitié du 20e siècle". Pour Alexis Petridis, c'est un album incarnant l'état d'esprit de 1968, annonçant «des nuages orageux qui obscurciront l'optimisme des années 1960». 
Selon Marc Masters, les ventes décevantes de The Marble Index vont conduire le label Elektra à se séparer de Nico.

### Face 1
1. Prelude – 1:00
2. Lawns of Dawns – 3:11
3. No One Is There – 3:37
4. Ari's Song – 3:21

### Face 2
1. Facing the Wind – 4:55
2. Julius Caesar (Memento Hodie) – 5:02
3. Frozen Warnings – 4:02
4. Evening of Light – 5:40

### Titres bonus
La réédition CD inclut deux titres bonus :
1. Roses in the Snow – 4:10
2. Nibelungen – 2:43

## Musiciens
- Nico : chant, harmonium
- John Cale : alto, piano, basse, guitare électrique, glockenspiel, cloches, orgue à bouche